# Tagglergeting
Tagglergeting (Odynerus reniformis) är en stekelart som först beskrevs av Gmeling 1790.  Tagglergeting ingår i släktet lergetingar, och familjen Eumenidae. Enligt den finländska rödlistan är arten sårbar i Finland. Enligt den svenska rödlistan är arten nära hotad i Sverige. Arten förekommer på Öland, Götaland och Svealand. Arten har tidigare förekommit i Nedre Norrland men är numera lokalt utdöd. Artens livsmiljö är ruderatmarker, vägrenar och banvallar. Inga underarter finns listade i Catalogue of Life.